# Semana Santa en Galicia
La Semana Santa en Galicia es el periodo sagrado del Cristianismo comprendido entre el Domingo de Ramos y el Domingo de Resurrección, celebrado en la Comunidad Autónoma de Galicia (España).

## Celebraciones de Interés Turístico Internacional

### Semana Santa en Vivero

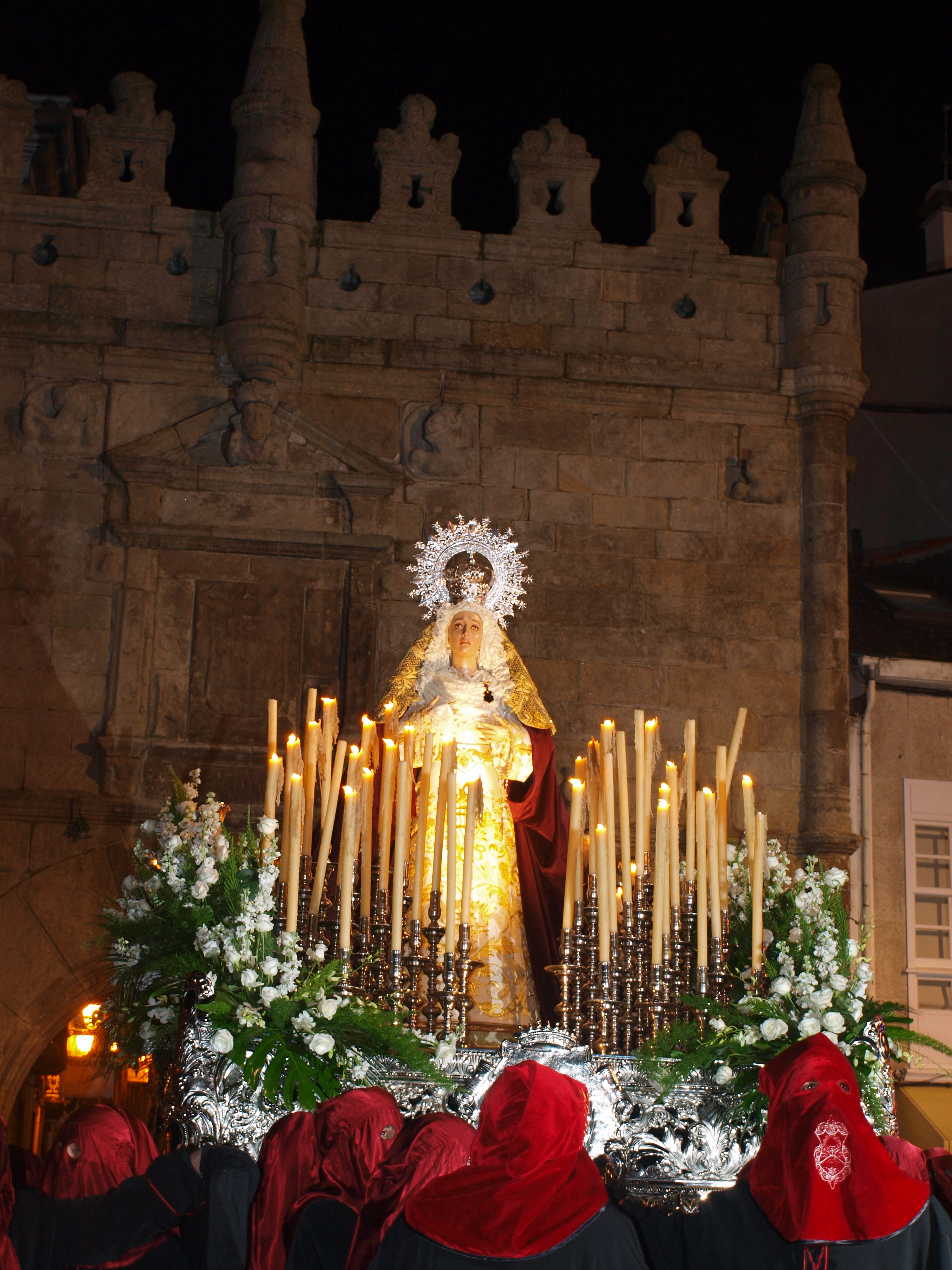
La «Virgen de la Clemencia», en la Procesión Penitencial de la Redención.

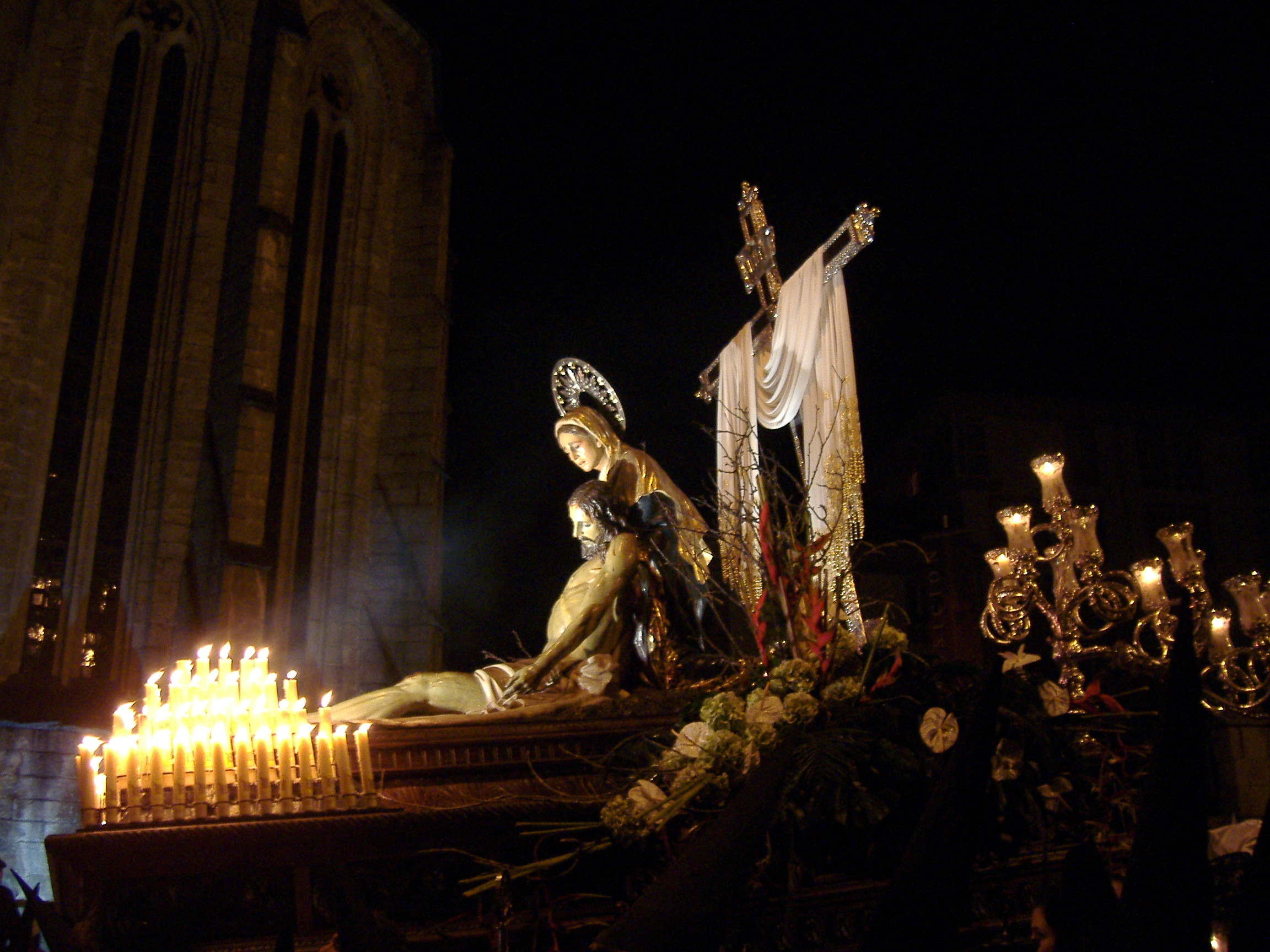
Imagen de La Piedad realizada en 1945 por José Rivas, perteneciente a la Cofradía del Santísimo Cristo de La Piedad de Viveiro - Lugo - España

La Semana Santa en Vivero es considerada fiesta de interés turístico internacional desde el año 2013. Se celebra en la ciudad de Vivero, en la franja costera de la provincia de Lugo.
La Semana Santa de Vivero es uno de los principales reclamos turísticos de la localidad, que consiguen año a año atraer a miles de turistas, que llegan llamados por el carácter único de estas celebraciones. Esta Semama Santa destaca por el gran valor artístico de la imaginería y orfebrería procesionada, además de tener una personalidad propia, generalmente sobria y austera, que hace que se asemeje bastante más a la Semana Santa de Castilla y León, en comparación con ejemplos quizá más famosos, como la Semana Santa andaluza.
Los actos centrales de la Semana Santa vivariense dan comienzo el Viernes de Dolores y su celebración se prolonga durante más de una semana, hasta el Domingo de Resurrección. En ella participan un total de ocho Cofradías y Hermandades que componen la Junta de Cofradías, encargada de coordinar los diferentes actos y desfiles procesionales que representan la Pasión de Cristo.

### Semana Santa en Ferrol

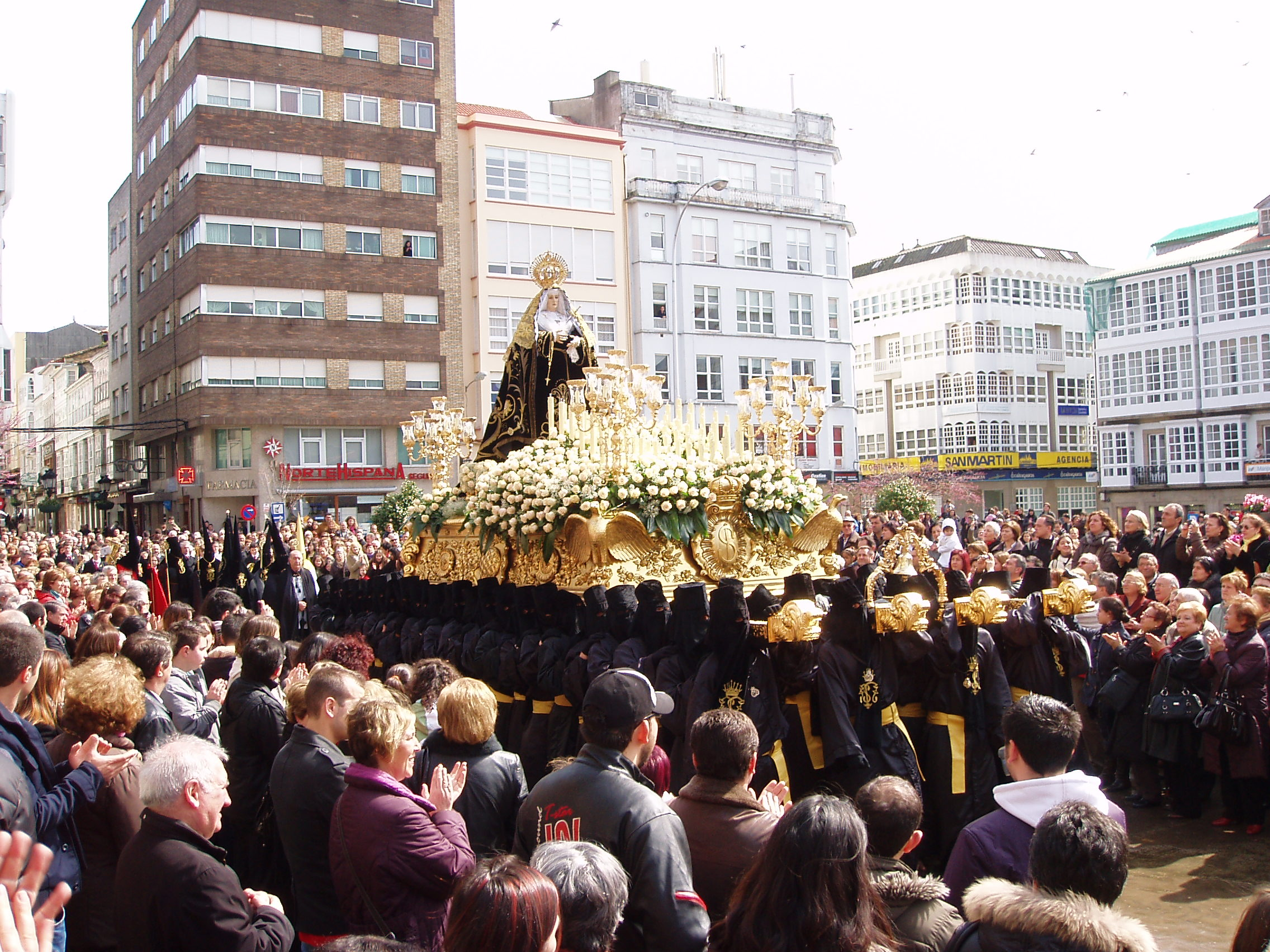
La Stma. Virgen de los Dolores en la Procesión del Santo Encuentro en Ferrol.

La Semana Santa en Ferrol, está considerada desde 2014 como Fiesta de Interés Turístico Internacional. Ya contaba desde 1995 con la consideración de Fiesta de Interés Turístico Nacional. 
Un total de cinco cofradías organizan los desfiles procesionales, que comienzan el Domingo de Ramos y terminan el Domingo de Resurrección:
- Venerable, Real y Muy Ilustre Cofradía del Santísimo Cristo de la Misericordia y María Santísima de los Dolores.
- Pontificia, Real e Ilustre Cofradía de Nuestra Señora de las Angustias
- Cofradías de la Orden Tercera "Soledad".
- Cofradía de Caballeros del Santo Entierro.
- Cofradía de la Merced.

De entre las veinticinco procesiones que se celebran en la ciudad cada Semana Santa, destacan, por su arraigo, valor de los tronos y tallas, afluencia de público y devoción, las siguientes:
- Procesión del Ecce Homo (Domingo de Ramos).
- Procesión de Jesús Atado a la Columna, el Cristo del Socorro y la Santísima Virgen de la Esperanza (Martes Santo).
- Procesión del Cristo de los Navegantes (Miércoles Santo).
- Procesión de la Pontificia, Real e Ilustre Cofradía de Nuestra Señora de la Angustias (Jueves Santo).
- Procesión del Santísimo Cristo de la Misericordia y María Santísima de la Piedad (Jueves Santo.
- Procesión del Santo Encuentro (Viernes Santo).
- Procesión del Santo Entierro (Viernes Santo).
- Procesión de "Os Caladiños" (Viernes Santo).
- Procesión de la Caridad y el Silencio (Sábado Santo).

## Celebraciones de Interés Turístico Gallego
Si bien existen pueblos que no poseen una Semana Santa destacable, si los hay que, por el contrario, conservan en sus templo piezas escultóricas que, por la gran devoción que suscitan, o por su valor histórico-artístico merecen ser reseñados. 
Con menor entidad que las celebradas en Ferrol y Vivero, también se celebran otros dos actos de interés turístico regional, la Semana Santa en Cangas y la Semana Santa en Meis, ambas en la provincia de Pontevedra.